# Herodes Antipes

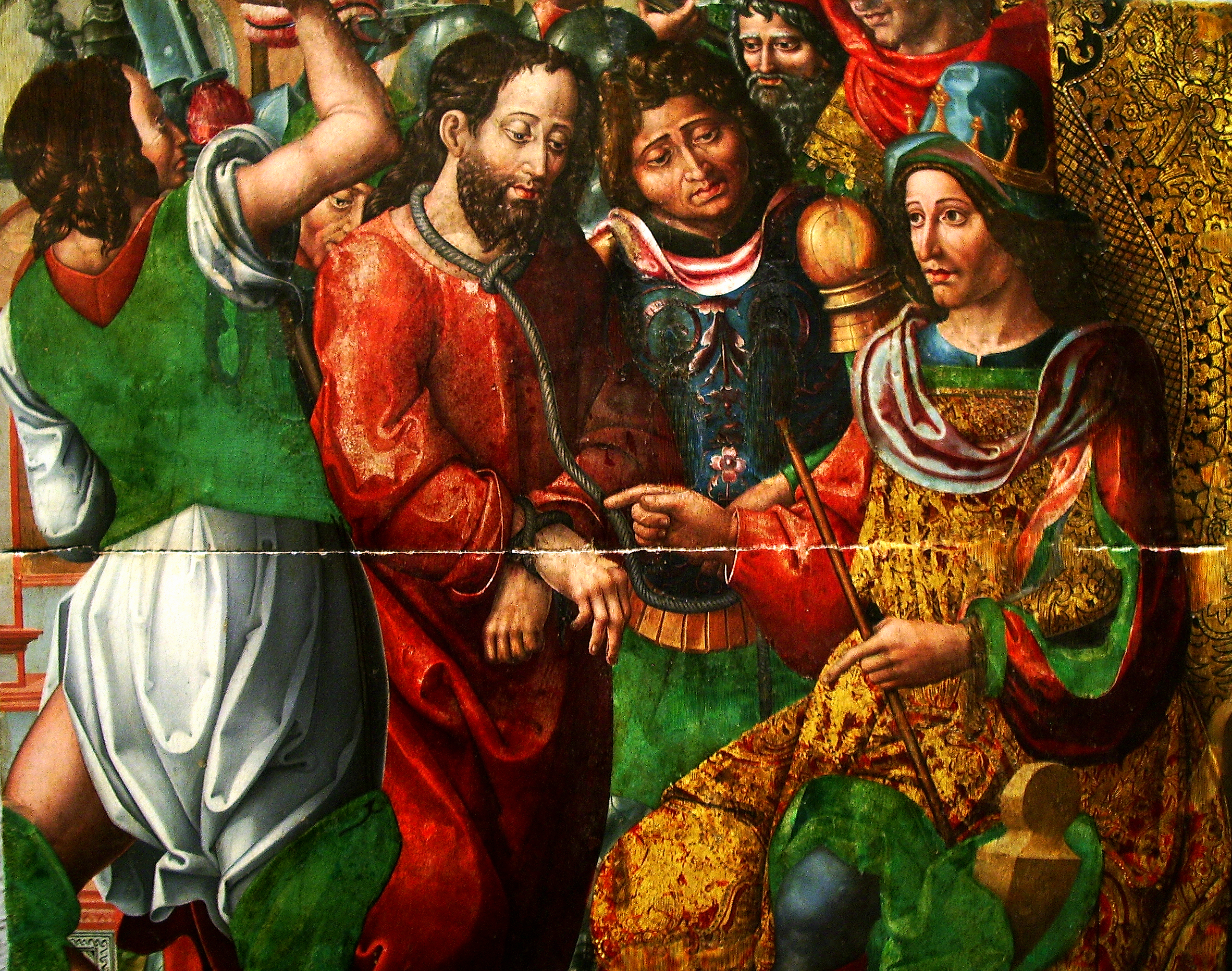
Jesús de Natzaret davant Herodes Antipes. Retaule major del monestir de Sixena.

Herodes Antipes (Ἡρώδης Ἀντίπας) (també conegut com a Herodes el Tetrarca) (Judea, 20 aC - Sant Bertran de Comenge, 39). Tetrarca de Galilea i Perea (4 aC - 39). Fill d'Herodes el Gran i de la samaritana Malthace i germà d'Arquelau de Judea.
A la mort del seu pare va ser cridat a Roma junt amb Arquelau i el seu mig germà Herodes Filip. August li va atorgar la tetrarquia de Galilea i Perea segons el testament patern (que establia una renda de 200 talents). Arquelau va rebre Judea.
Antipes va retornar per prendre possessió dels dominis llegats. Pel camí es va enamorar de l'Heròdies, la dona del seu germanastre Herodes Filip, i al seu retorn es va divorciar de la seva dona (filla del rei Aretes IV dels nabateus, regne àrab amb capital a Petra) i s'hi va casar, contra la llei jueva. La princesa repudiada es va retirar a la cort del seu pare, el qual amb l'excusa d'un conflicte fronterer va envair el territori de l'Herodes Antipes i va derrotar el seu exèrcit; l'Aretes només es va aturar per por de Roma. L'Antipes es va queixar a l'emperador Tiberi que va enviar al governador de Síria, Vitel·li, per castigar l'agressió.
Antipes va seguir l'exemple patern i va fundar una ciutat a la vora del llac de Gennesareth (Tiberíades), a la que va donar el nom de Tibèrias (Tiberias); també va adornar amb grans edificis les ciutats de Seforis (Sepphoris) i de Betharamphtha (Beth Haram), les quals va fortificar i a la darrera la va anomenar Júlia en honor de la filla d'August i dona de Tiberi. La seva capital la va establir a Tibèrias(la ciutat va donar el seu nom al llac i va ser durant molt temps un gran centre cultural jueu).
L'any 38 a la mort de Tiberi i la pujada al tron de Calígula, instigat per la seva dona Heròdies, va anar a Roma per demanar al nou emperador el títol de rei com havia estat donat al seu nebot Herodes Agripa I; però aquest, que tenia molta amistat amb Calígula, s'hi va oposar i encara va acusar al seu oncle de correspondència amb els parts, i per això Calígula li va confiscar els seus dominis que foren cedits a Agripa, i fou enviat en exili a Sant Bertran de Comenge (Lugdunum Convenarum, any 39), on morí aquell mateix any. Heròdies el va acompanyar en el seu exili.
Herodes Antipes apareix al Nou Testament com el responsable de l'execució de Joan Baptista, a instigació de la seva esposa Heròdies (Marc 6:17-29, Mateu 14:3-12). Joan li hauria recriminat el seu casament amb Heròdies.
A l'Evangeli segons Lluc, Jesús es presenta davant d'ell i pateix les seves burles (Lluc 23:6-12), en una trobada que no relata cap dels altres evangelistes.